# The Imagineering Story
The Imagineering Story is een documentairereeks over Walt Disney Imagineering, de afdeling binnen The Walt Disney Company die alles voor Disney-parken ontwerpt. De documentaire bestaat uit één seizoen bestaand uit zes afleveringen. De documentaire is alleen de te zien op Disney+. Gedurende de documentaire worden diverse prominente personen geïnterviewd en zijn beeldopnames van achter-de-schermen te zien. De voice-over wordt verzorgd door Angela Bassett. 

## Afleveringen

### De gelukkigste plek op aarde
In de eerste aflevering wordt gesproken over het ontstaan van het eerste Disney-park: het huidige Disneyland Park in Anaheim. Te zien is hoe Walt Disney tot het idee van het park kwam tot de eerste weken na de opening van het park. Ook worden er een paar specifieke attracties besproken zoals Jungle Cruise, Pirates of the Caribbean, Matterhorn Bobsleds en It's a small world. De aflevering eindigt bij het overlijden van Walt Disney.

### Wat zou Walt doen?
De tweede aflevering staat in het teken van de jaren na het overlijden van Walt Disney. Zo neemt zijn broer Roy Disney de taak van zijn broer over. Onder zijn leiding wordt er gebouwd aan de eerste onderdelen van het Walt Disney World Resort: het Magic Kingdom en Epcot. Verder wordt er qua attracties specifiek ingegaan op: Spaceship Earth, Haunted Mansion en Space Mountain. Het laatste deel van de aflevering gaat over de realisatie en opening van Tokyo Disneyland.

### The Midas Touch
In aflevering wordt gestart met de onzekerheid bij de ontwerpafdeling na wisselingen binnen het management en mogelijke overname van het bedrijf Disney. Uiteindelijk nemen Michael Eisner en Frank Wels de leiding bij Disney. Beiden blijken een succesvol duo voor de Disney-parken en dragen Walt Disney Imagineering een warm hart toe. Verder wordt het begin van het Disney's Hollywood Studios getoond en het succes van het park. Ook is de realisatie en opening van het huidige Disneyland Park in Parijs te zien. Er wordt verteld over de problemen die de bouw met zich meebracht zoals de tegenwerking van communisten en intellectuelen. Michael Eisner werd door bekogeld met voorwerpen en eieren door diverse groeperingen. Het ontwerpteam wilde van het Disneyland Park het beste mooiste Disney-park maken dat er tot nu toe gerealiseerd was. Disney vond dat ze daarin geslaagd waren. Ook de tegenslagen van het park komen aan bod zoals de financiële problemen en het feit dat er te veel hotels gebouwd waren. Ze waren 60% bezet door gasten. Diverse acties werden op touw gezet zoals het hernoemen van het park. De naam euro zou te veel aan handel doen denken en Parijs klinkt romantischer. Er komen een aantal specifieke attracties aan bod die uitgelicht worden: The Twilight Zone Tower of Terror, Star Tours. Splash Mountain en Indiana Jones Adventure. In deze aflevering wordt ook stilgestaan bij het overlijden van Frank Wels.

### Raak of Mis
De aflevering begint met de opzet van de Disney Cruise Line en de financiële successen van de rederij. Hierna volgt een stuk over het nooit gebouwde Disney's America. Een Disney-park nabij Washington D.C. dat in het teken zou staan van de geschiedenis van Amerika. Er kwam veel verzet van politiek gekleurde organisaties en vanuit diverse media. Micheal Eisner gaf aan dat als zijn gezondheid er beter voorstond en Frank Wels nog geleefd had. Het park zeker weten gerealiseerd zou zijn. Verder staat de realisatie Disney's Animal Kingdom in de aandacht. Gevolgd door de realisatie van Tokyo DisneySea. In de aflevering wordt verder ingegaan op de overige Disney-parken die gerealiseerd zijn en alle drie niet geslaagd waren: Disney California Adventure Park, Walt Disney Studios Park en Hong Kong Disneyland. Qua attracties wordt er dieper ingegaan op Soarin'.

### Carrousel van vooruitgang
Deze aflevering staat in het teken van (technologische) vooruitgang. Zo worden Pixar, Marvel en Lucasfilm door Disney gekocht. Ook is de transformatie van het Disney's California Adventure Park te zien. Vrijwel het gehele park gaat op de schop om naar een hoger niveau te stijgen. De attracties: Toy Story Midway Mania! en Radiator Springs Racers. Om bij het thema vooruitgang te blijven, is er aandacht voor diverse attracties heringericht worden en waarvan nieuwe technologieën ingebouwd worden zoals: het toevoegen van nieuwe speciale effecten aan Peter Pan's Flight, de toevoeging Disney-karakters aan It's a small world, de kerstversie van The Haunted Mansion en het toevoegen van Jack Sparrow aan Pirates of the Caribbean. Ook Hong Kong Disneyland wordt met 25% groter met de toevoeging van diverse attracties. De attractie Mystic Manor wordt hiervoor uitgelicht. Ook het Walt Disney Studios Park krijgt als toevoeging Ratatouille. Tegen het eind van de aflevering zijn beelden van het Tokyo Disney Resort te zien tijdens de zeebeving Sendai 2011. Aan het eind van de aflevering wordt gehint over het onderwerp van de laatste aflevering: de realisatie van Shanghai Disneyland.

### Naar de sterren en daar voorbij
Gedurende de laatste aflevering worden recentelijke projecten besproken. Pakweg het eerste half uur gaat over de realisatie van Shanghai Disneyland. Hierna wordt er dieper ingegaan op Pandora - The World of Avatar, Guardians of the Galaxy - Mission: Breakout! en Star Wars: Galaxy's Edge. 